# 徐一檟
徐一檟（1545年—1595年），字汝材，号賓梧，浙江衢州府西安縣人，民籍，明朝政治人物。

## 生平
隆慶元年（1567年）丁卯科浙江鄉試第九十名舉人，二年（1568年）聯捷戊辰科會試，因病未廷試，五年（1572年）辛未科三甲第二百三十七名進士。刑部觀政，授直隸寧國縣知縣，萬曆元年（1573年）改丹徒縣知縣。三年擢吏部稽勳司主事，五年养病，丁祖父母憂歸。九年起補驗封司，改考功司，尋移病歸。起補文選司，十一年遷稽勳司員外郎，晉驗封司郎中，十四年移考功司郎中，萬曆十五年（1587年）三月調文選司郎中，十六年（1588年）正月遷太僕寺少卿，改太常寺少卿，十七年（1589年）四月官至通政使司右通政，告病，二十一年（1593年）因拾遺冠帶閒住，二十三年卒。

## 家族
曾祖徐珍；祖父徐雄甫；父徐湘，母葉氏，封安人。
子徐日嚴、徐日乾、徐日寅、徐日觀、徐日益、徐日升。

## 紀念
衢州童家巷口原有“五星聚奎坊”，為隆庆元年（1567年）當年同科举人西安徐一槚、张子校，江山杨梦玄，常山詹思谦，开化汪朝仕五人所立，坊额书“五星聚奎”。